# Hippolyte Petitjean

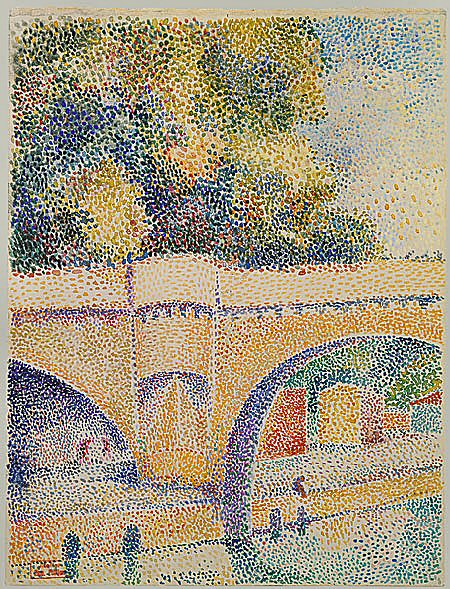
Le Pont Neuf, ca. 1912, Metropolitan Museum of Art

Hippolyte Petitjean (Mâcon, 11 september 1854 – Parijs, 18 september 1929) was een Frans kunstschilder die wordt gerekend tot het postimpressionisme en zich met name bezighield met werk in de stijl van het pointillisme en divisionisme.
Petitjean werkte aanvankelijk als decoratieschilder. In 1872 ging hij studeren aan de kunstacademie in Parijs. Hij was een leerling van Alexandre Cabanel en Pierre Puvis de Chavannes.
Hij debuteerde op de Parijse salon in 1880 en ontmoette Georges Seurat in 1884, met wie hij bevriend raakte. Vanaf ca. 1890 richtte hij zich op het pointillisme. In 1891 exposeerde hij bij de Société des Artistes Indépendants en in 1893 bij Les XX en La Libre Esthétique. Hij vervaardigde vooral werk met mythologische onderwerpen en taferelen met baders.